# Nieheim
Nieheim (pronunciación en alemán: /ˈniːˌhaɪ̯m/ⓘ) es un municipio situado en el distrito de Höxter, en el estado federado de Renania del Norte-Westfalia (Alemania), con una población a finales de 2016 de unos 6222 habitantes.
Se encuentra ubicado al este del estado, en la región de Detmold, en el bosque Teutónico, a poca distancia al oeste de la orilla del río Weser y de la frontera con los estados de Hesse y Baja Sajonia.